# Kim Richards
Kimberly "Kim" Richards, född 19 september 1964 i Mineola på Long Island i New York, är en amerikansk TV- och filmskådespelare. Hon inledde karriären som barnskådespelare under 1970-talet. Hon medverkar i Bravo-serien The Real Housewives of Beverly Hills. Hon är moster till Paris Hilton.

## Filmografi i urval
| År   | Titel                   | Roll            | Kommentar                             |
| ---- | ----------------------- | --------------- | ------------------------------------- |
| 1974 | Lilla huset på prärien  | Olga Nordstrom  | Avsnittet "Town Party, Country Party" |
| 1975 | Den äventyrliga flykten | Tia Malone      |                                       |
| 1977 | Slaget om Entebbe       | Alice           | TV-film                               |
| 1985 | Gatans krigare          | Frankie Croyden |                                       |
| 2006 | Black Snake Moan        | Sandy Doole     |                                       |